# Cleve (Australia)
Cleve – miasto w Australii, w stanie Australia Południowa.